# Fred Butter
Fred Butter (Purmerend, 13 juni 1957) is een Nederlands musicalzanger en acteur. Hij kreeg zijn opleiding aan de Nel Roos Balletacademie en de Academie voor Kleinkunst.

## Musicals
- Amerika, Amerika - pastoor en ensemble (1981-1983)
- Evenaar - Pim en ensemble (1983-1985)
- La Cage Aux Folles - Chantal en Mercedes (Duitsland, 1985)
- Cats - Rum Tum Tugger (Hamburg, 1986-1987 en 1988)
- Cats - Tuk Stuk Rukker (Amsterdam, 1987-1988 en 1992-1993)
- Barnum - spreekstalmeester, Oscar Baily en understudy van de hoofdrol (1988-1989)
- Sweet Charity - Oscar, naast Simone Kleinsma de mannelijke hoofdrol (1990-1991)
- La Cage aux Folles - Georges, naast Jacco van Renesse de mannelijke hoofdrol (1995-1996)
- Singin' in the Rain - Don Lockwood ('Gene Kelly') (1996-1997)
- Larry, this funny World - Richard Rogers (1997-1998)
- Irma la Douce - Oscar/nestor, naast Janke Dekker de mannelijke hoofdrol (2001-2002)
- Mamma Mia! - 2e Cast Harry en Sam  (2003-2006)
- Tarzan - Alternate Korchak (2007-2009)
- Love Me Tender - Jim Haller (2009-2010)
- Urinetown - Reinhard W. Kleinhart (2010-2011)
- Jungle Book - Baloo - (2013-2015)

## Toneel/theater
- Theatergroep Mooi Hard (1980)
- Op blote voeten in het park (1999)

## Show
In 1991 formeerde Butter zijn eigen groep Steamheat, waarmee hij in het land en op televisie in de programma's Wedden Dat en Een van de Acht vele keren optrad.
In 2000 trad hij met een soloprogramma op ten behoeve van Vereniging de Zonnebloem. Hiermee deed hij, samen met een viertallig ensemble, 80 theaters aan.

## Televisie
Butter heeft vele rollen op zijn naam, onder meer Carel Kortenaer - de eigenaar van de Rozenboom in Goede tijden, slechte tijden - en verder gastrollen in onder meer Medisch Centrum West, Flodder en de comedy Het Zonnetje in Huis.
Hij verleende tevens zijn medewerking aan het muzikale programma De Notenclub, het KRO Kerstconcert en Het Gevoel Van...
In 2000 speelde Butter de rol van Sinterklaas in de televisieserie Het Grote Sinterklaasverhaal op Kindernet, die later op dvd werd uitgebracht. Als opvolger van Bram van der Vlugt speelde Butter in 2008 tijdelijk vervangend Sinterklaas in De Club van Sinterklaas. Voor Het Feest van Sinterklaas bleek dit een permanente rol, de rol van Sinterklaas werd in De Club van Sinterklaas weer overgenomen door Bram van der Vlugt bij RTL 4.
Bij cartoons heeft hij de stem ingesproken van Brilsmurf in De Smurfen (televisieserie), de vader van Cédric in Cédric (televisieserie) en Carl de Kwaadaardige Kakkerlak in Yin Yang Yo.

## Ingezongen intro's
- CatDog
- Tao Tao
- Yin Yang Yo

## Prijzen
Butter werd in 1992 door de Nederlandse Toonkunstenaarsbond onderscheiden met de Gouden Notekraker.

## Overig
Butter voerde regelmatig de regie bij anime als Pokémon en Hamtaro en heeft aan duizenden tekenfilmpersonages zijn stem geleend, onder andere in De Smurfen (stem van Brilsmurf, Knutselsmurf, Azraël en Architect Smurf), Casper het Spookje, Robbedoes, Budgie, Melman de Giraffe in de bioscoopfilm Madagaskar, Ovide en zijn vriendjes, Dommel en diverse stemmen in Shrek 2. Ook vertolkt hij de stem van de Kaart in de kleuterserie Dora the Explorer, de stem van Simon Cowell in Far Far Away Idol en deed Butter de stem van Meneer Van  in Cars en Cars 2. In de Nederlandse versie van Een luizenleven deed Butter in 1998 de stem van Heinrich. Butter sprak de Nederlandse stem in van Vision in de animatieserie What If...? van Marvel Studios. Naast voice-over in radio- en televisiereclame was hij ook als acteur in reclamespotjes te zien. Sinds 1 november 2006 had Butter zijn eigen "Sound Studio". Hier vonden onder andere nasynchronisaties van animatiefilms plaats, waarvan voornamelijk tekenfilmseries van kinderzender Jetix. Voorbeelden hiervan zijn Pokémon en Spiderman. Tevens is Butter verbonden aan de Nederlandse Musical Academie, waar hij zangvoordracht doceert.
In 2012 maakte Butter samen met onder anderen Nance Coolen, Tony Neef, Rik Hoogendoorn en Esther Roord deel uit van de vakjury van de Gouden Pepernoot. Deze stichting reikt prijzen uit aan de beste sinterklaasinitiatieven van Nederland.